# Geza Silberer
Geza Silberer  (geboren 1. Dezember 1876 in Werschetz, Österreich-Ungarn; gestorben 5. April 1938 in Wien) war ein österreichischer Schriftsteller, der unter dem Pseudonym Sil-Vara schrieb.  

## Leben
Geza Silberer war ein Sohn des Zahnarztes Salomon Silberer (1842–1922), seine ältere Schwester war die Bildhauerin Rosa Silberer (1873–1942), sie wurde im Ghetto Theresienstadt ermordet, ebenso wurden  seine Mutter, sein Bruder Siegfried, sein Bruder Marcel und seine Schwester Paula Opfer der Holocaust. Nach der Mittelschule ging er als 18-Jähriger nach England. Durch Vermittlung von Theodor Herzl konnte er Zeitungsartikel in der Wiener Neuen Freien Presse veröffentlichen. Er wurde ständiger Mitarbeiter der Zeitung und wurde bis Ausbruch des Ersten Weltkriegs 1914 als Nachfolger von Max Bach Londonkorrespondent nicht nur der Neuen Freien Presse, sondern auch anderer deutschsprachiger Zeitungen. Seine Artikelsammlung Englische Staatsmänner wurde in mehrere Sprachen übersetzt. Unter seinem Pseudonym schrieb er seit 1904 auch Theaterstücke und Prosa. 
Während des Ersten Weltkriegs war er Soldat und im Mai 1915 Kriegsberichterstatter   an der galizischen Front. Im Auftrag der „Neuen Freien Presse“ verfasste er das „Tagebuch eines Wiener Landsturmmannes“. Als Leutnant wurde er Referent im k.u.k. Kriegspressequartier und 1917/18 ein Jahr lang Presseattaché an der österreichisch-ungarischen Botschaft in Stockholm, wo er mit der Analyse der angelsächsischen Presse befasst war. Außerdem gab er eine Sammlung von Briefen österreichischer Soldaten aus deren russischer Gefangenschaft heraus. 
Nach dem Ende der Monarchie 1918 beteiligte er sich als Ghostwriter an den Memoiren von Ludwig Windischgraetz. Er schrieb weiterhin Stücke für das Boulevardtheater und beschäftigte sich auch mit dem neuen Medium Film. Sein Bühnenstück Mädchenjahre einer Königin wurde 1936 von Erich Engel im nationalsozialistischen Deutschen Reich verfilmt.
Der Silvaraweg in Döbling wurde 1966 nach ihm benannt.

## Werke (Auswahl)

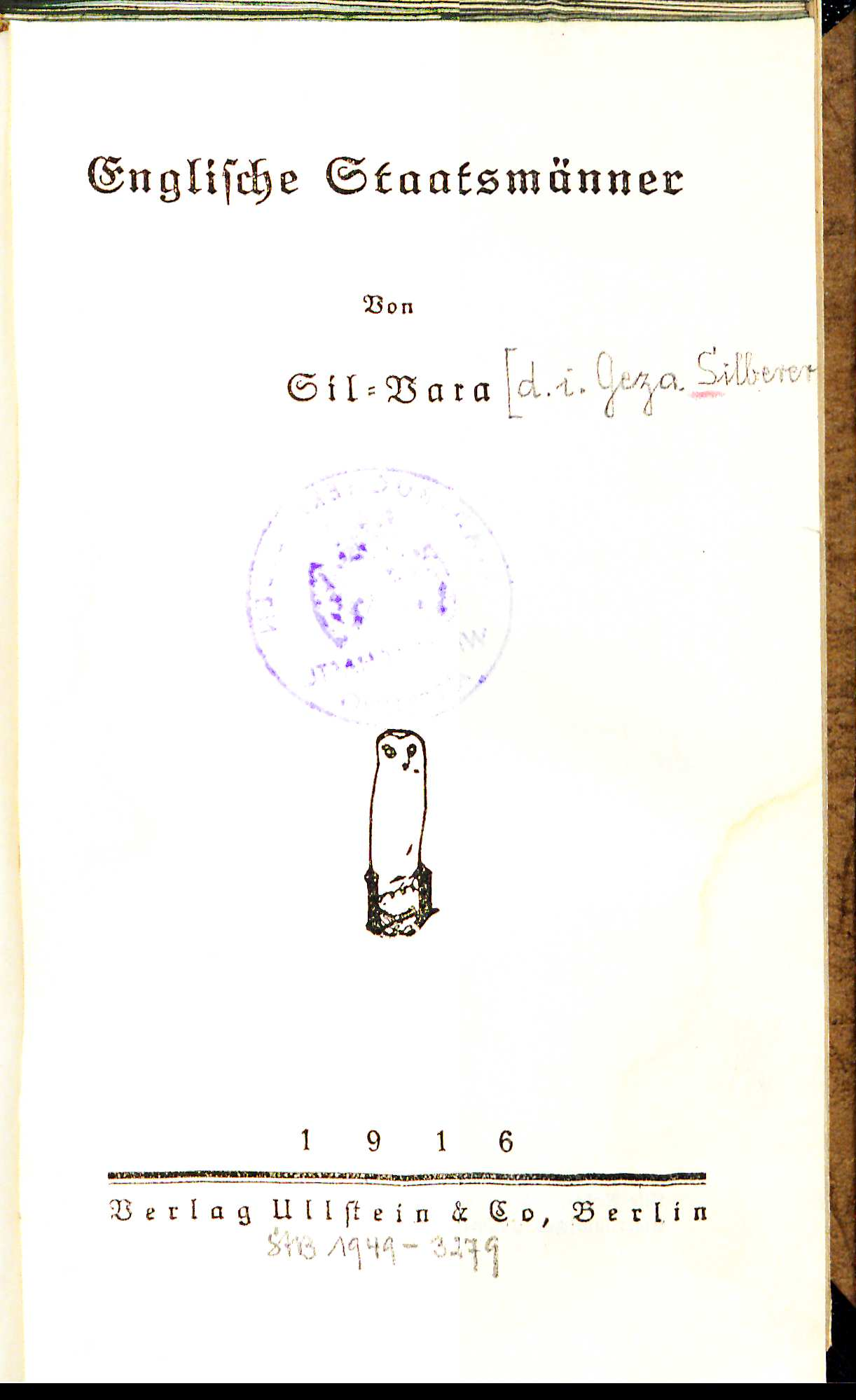
Englische Staatsmänner (1916)

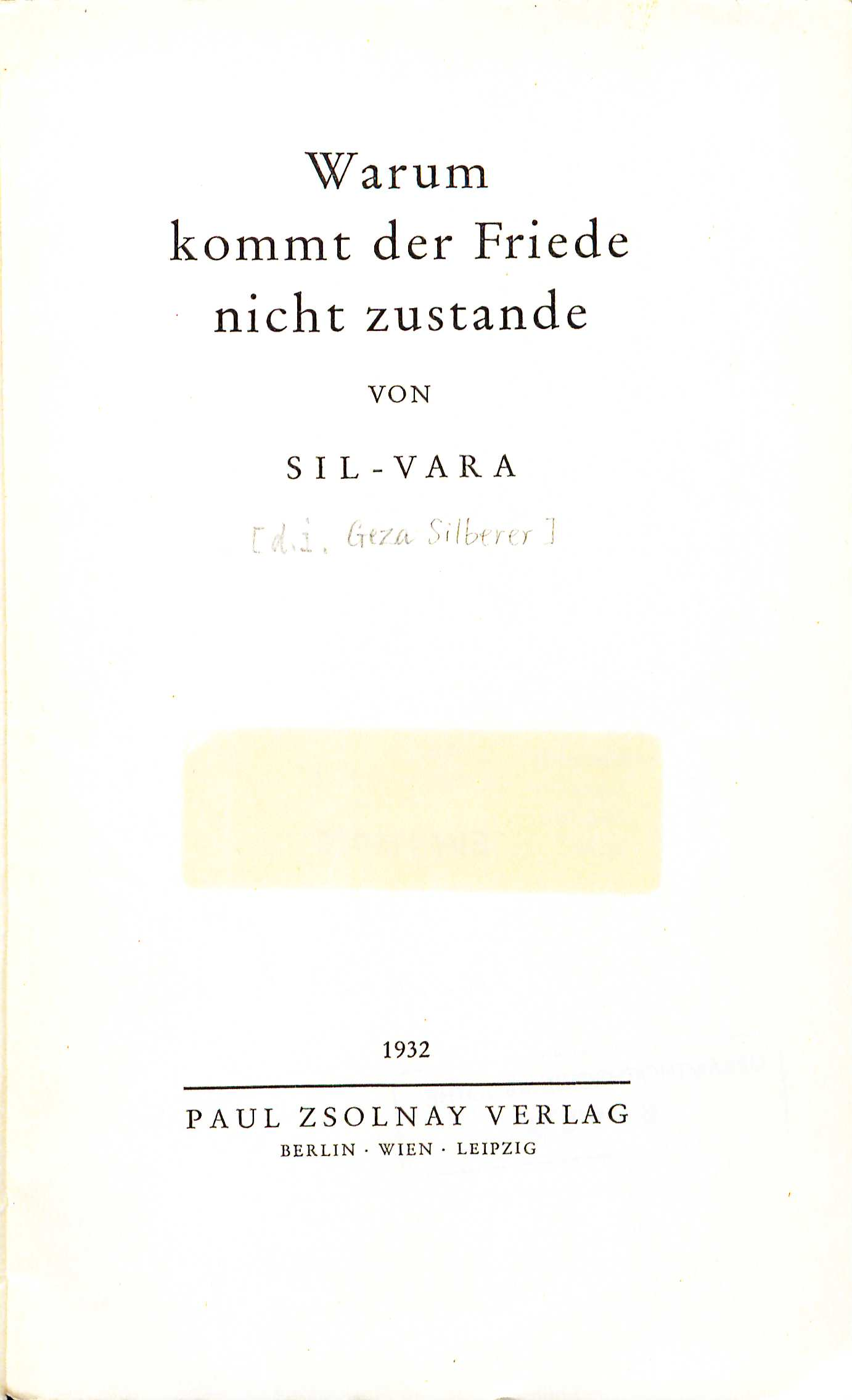
Warum kommt der Friede nicht zustande (1932)

- Baby's Liebesgeschichte. Erzählungen. Straßburg : Singer, 1904
- Blick vom Kahlenberg. 1907
- Trixie. Wien, Huber, 1911
- Londoner Spaziergänge. München : G. Müller, 1914
- Ein Wiener Landsturmmann. Kriegstagebuchaufzeichnungen aus Galizien. München : H. Schmidt, 1915
- Die Gitana. Szenen aus dem spanischen Leben um 1830. Bilder von Erhard Amadeus. Wien : A. Wolf, 1916
- Englische Staatsmänner.  	Berlin : Ullstein, 1916 (gewidmet Graf Albert Mensdorff)
- Briefe aus der Gefangenschaft. Wien : Brüll, 1917
- Warum kommt der Friede nicht zustande. Wien : Zsolnay, 1932
- Mädchenjahre einer Königin. 1933

Theaterstücke
- Pierrots Drama, 3 Einakter. Wien : Knepler, 1905
- Goldene Jugend : ein Schauspiel in drei Akten. Wien : C. Konegen, 1907
- Die Gitana : Szenen aus dem spanischen Leben um 1830. Bilder von Erhard Amadeus. Berlin : N. Salter, 1911
- mit Charles H. Fisher: Der Held der westlichen Welt oder Der Held des Westerlands. Bearbeitung von J. M. Synge The Playboy of the Western World.  1912
- Harley Granville-Barker: Die Erbschaft der Voyseys : fünf Akte aus dem englischen Bürgertum. Übersetzung G. Sil-Vara, Rudolf Kommer. Berlin : Berliner Theater-Verlag, 1913.
- Die Frau von vierzig Jahren : Ein Schauspiel in 3 Aufzügen. Wien : Heller, 1913
- Ein Tag: Lustspiel in drei Akten. Leipzig : K. Wolff, 1915
- Quartett Othmar. Lustspiel in drei Akten. Leipzig : K. Wolff, 1915
- Es geht weiter: Eine Nacht und ein Epilog. Drama. München : G. Müller, 1919
- Mit der Liebe spielen : Komödie in 3 Akten. Berlin : Oesterheld, 1920
- Brand im Schloß : Theater in 3 Aufzügen. Berlin : Oesterheld & Co., 1923
- Das Genie und sein Bruder : Komödie in 3 Akten. Berlin : Oesterheld, 1927
- Mädchenjahre einer Königin. Komödie in acht Bildern. Wien : Georg Marton, 1932